# Луїс (ураган)
Ураган Луїс (англ. Hurricane Luis) — потужний ураган 4 категорії, який був найсильнішим ураганом, що досягав суші, і третім за потужністю ураганом, зареєстрованим протягом сезону атлантичних ураганів 1995 року. Шторм разом із Умберто, Айріс і Карен був однією з чотирьох одночасних тропічних систем в Атлантичному басейні.
Луїс завдав великої шкоди Антигуа, Сен-Бартелемі, острову Сен-Мартен і Ангільї та Бермудським островам. Унаслідок шторму загинуло 19 осіб, майже 20 000 людей залишилися без даху над головою (переважно в Ангільї, Барбуді та Сен-Мартіні) і постраждали понад 70 000 людей. Загальний збиток на постраждалих територіях оцінюється в 3,3 мільярда доларів (1995 доларів США).
Попередні шторми 4 категорії, які вплинули на Підвітряні острови у 20 столітті, включають: ураган «Девід» у 1979 році та ураган «Г’юго» у 1989 році. Луїс був другим із трьох тропічних циклонів, які вплинули на Гваделупу за короткий період; Тижнем раніше обрушився ураган «Айріс» , а лише через 10 днів — ураган «Мерилін».

## Метеорологічна історія

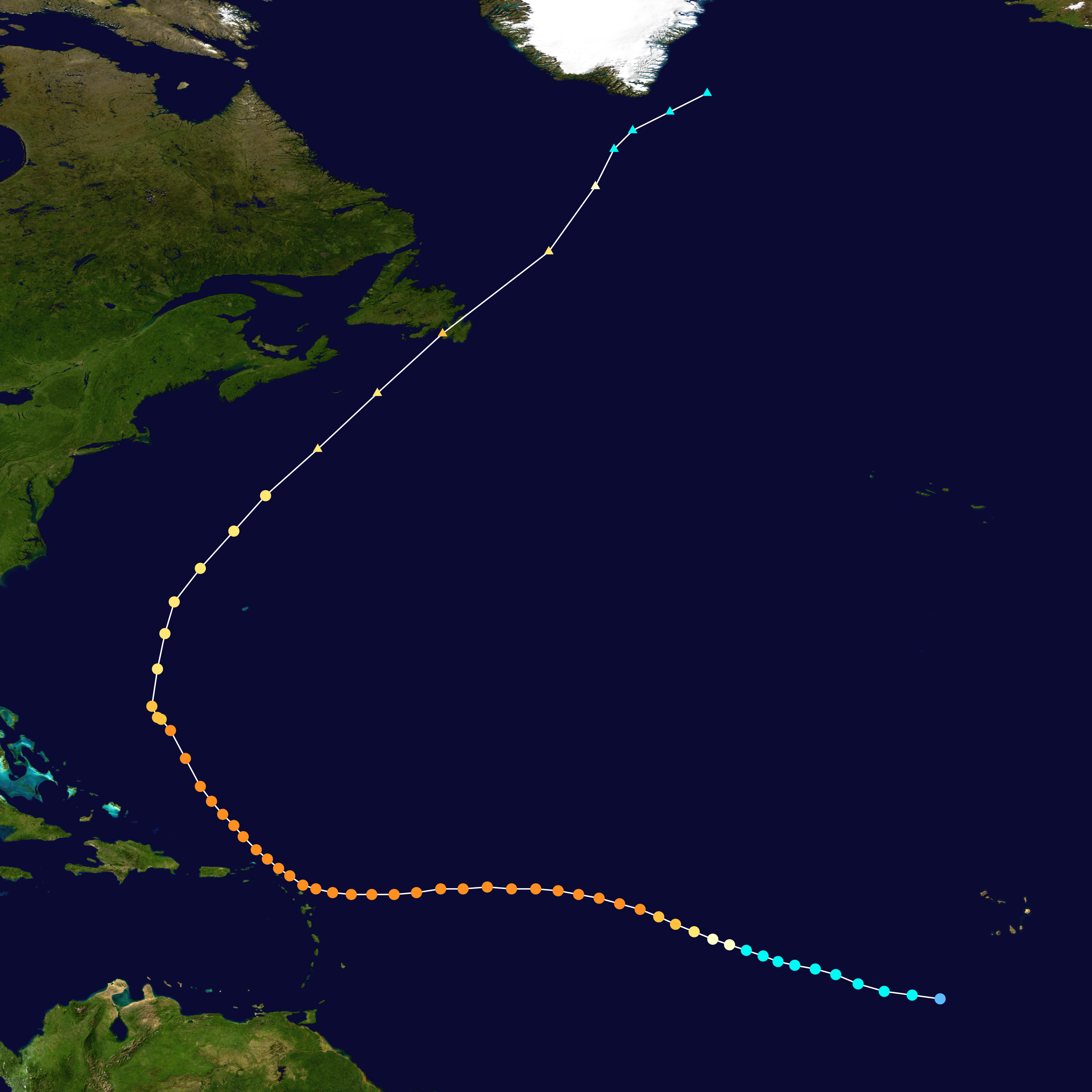
Карта шляху і інтенсивності Урагану Луїс за шкалою Саффіра–Сімпсона

## Рекорди

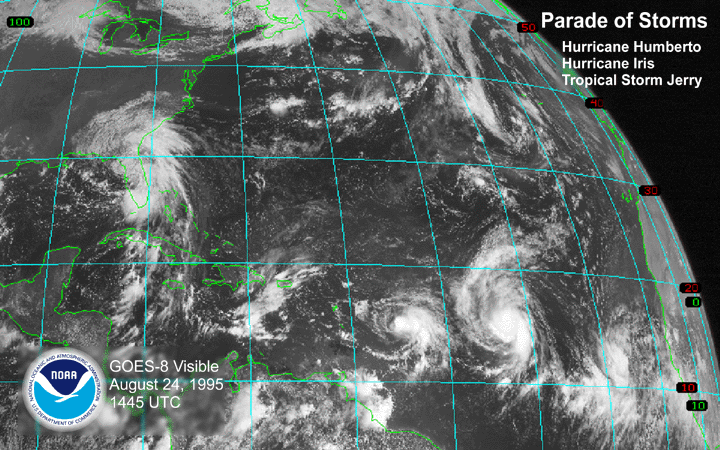
Супутниковий знімок Атлантичного океану 24 серпня, на якому зображені Умберто, Айріс, Джеррі та дві хвилі, які незабаром стануть Карен і Луїсом

29 серпня тропічний шторм «Луїс» відзначив найранішу дату, коли сформувався дванадцятий названий шторм сезону, перевищивши попередній рекорд, встановлений тропічним штормом «Дванадцять» 31 серпня 1933 року . Відтоді цей рекорд був побитий ураганом «Лора», який 20 серпня 2020 року переріс у тропічний шторм.
Незадовго до того, як стати позатропічним штормом, ураган Луїс рухався зі швидкістю 65 миль/год (105 км/год), ставши одним із найшвидших атлантичних ураганів в історії. З полем ураганної сили вітру, що поширюється на понад 130 миль (210 км) від центру, Луїс мав найбільший радіус ураганних вітрів, виміряний для атлантичного урагану до Лоренцо в 2019 році. Це також був один із найінтенсивніших позатропічних циклонів за швидкістю вітру. Хоча екстратропічні циклони зазвичай мають швидкість вітру від 45 до 80 миль на годину (72-129 км/год), Луїс досяг потужних ураганних вітрів на південь від Ньюфаундленду. Це не повториться до урагану Фіона в 2022 році.
11 вересня хвиля заввишки 98 футів (30 м) вдарила по океанському лайнеру результаті проходження урагану. Ця хвиля є найбільшою з коли-небудь офіційно зареєстрованих, хоча ураган «Іван» міг спричинити хвилю висотою до 130 футів (40 м) біля узбережжя Мексики в 2004 році.
З 1950 року було дуже мало атлантичних ураганів, які мали індекс накопиченої енергії циклону (ACE) понад 50. Провівши майже чотирнадцять днів як названий шторм, включаючи сім днів поспіль як великий ураган, Луїс досяг значення ACE 53,73, найвищого з часів урагану Інес у 1966 році . Він зберіг цей рекорд до 2003 року , коли ураган «Ізабель» зафіксував ACE 63,3.
Через серйозні пошкодження та втрати людей, спричинені штормом на Підвітряних островах, назва «Луїс» була вилучена навесні 1996 року Всесвітньою метеорологічною організацією, і більше ніколи не використовуватиметься для іншого атлантичного тропічного циклону. Його замінили на «Лоренцо» для сезону атлантичних ураганів 2001 року.